# Comuna Fanø
Fanø (Fanø Kommune) este o comună din regiunea Syddanmark, Danemarca, cu o suprafață totală de 59,86 km² și o populație de 3.231 de locuitori (2011).